# Luisina cesta
Luisina cesta (německy Luisen Weg) je jedna z lázeňských cest v okolí Janských Lázní v okrese Trutnov v Královéhradeckém kraji. Vede Těsným dolem kolem Černohorského potoka. Lze se na ní dostat cestou z centra Janských Lázní kolem Penzionu Martin dále cca 200–300 m směrem k Černohorskému potoku.
Je pojmenována po hraběnce Aloisii Czernin-Morzinové (1832–1907), která se zasloužila o rozvoj oblasti ve druhé polovině 19. století. Stavba trvala pět let a cesta vedla až na Pardubické boudy. Začíná novým mostkem přes Černohorský potok a v šíři dvou metrů vede kolem krásných scenerií na horském potoce s malými vodopády (nejvyšší má cca 3 m). Luisina cesta nyní končí po cca 600 metrech. Dál není obnoven druhý mostek, za kterým vede cesta na Pardubické boudy.